# Little Bit More
Little Bit More is een nummer van de Nederlandse zanger Bo Saris uit 2014. Het is de tweede single van zowel zijn derde studioalbum Gold als zijn EP The Addict.
Het nummer was de opvolger van de single The Addict (2013). Nadat er hetzelfde jaar al een demo van "Little Bit More" op internet terechtkomt, wordt het begin 2014 definitief op single uitgebracht. Het nummer werd een klein succesje in Nederland, waar het de 20e positie in de Tipparade bereikte.

## Tracklijst
- Muziekdownload

1. "Little Bit More" - 3:17